# Andapa
Andapa (Malagassiska: kaominina) är en ort och kommun i nordöstra Madagaskar. Den är huvudorten i distriktet Andapa, som är döpt efter orten. Distriktet är en del av regionen Sava i Antsiranana-provinsen. Orten hade 2001 27 618 invånare.
Runt 88% av invånarna i kommunen är jordbrukare, och de viktigaste råvarorna, förutom ris, är bönor, tomater och vanilj.